# Hanna Wróblewska-Straus
Hanna Wróblewska-Straus (ur. 10 lutego 1939 w Gdyni) – polska muzykolog i muzealniczka, specjalizuje się w tematyce chopinowskiej.
Kuratorka wystaw i autorka towarzyszących im katalogów:
- 1980: Bliskie naszemu sercu pamiątki chopinowskie,
- 1985: Kolekcje Chopinowskie,
- 1990: Podróż romantyczna,
- 1995: Chopin i Liszt,
- 1999: Chopin daleko rozsławił swe imię,
- 2005: Fryderyk Chopin i bracia Kolbergowie na tle epoki: przyjaźń, praca, fascynacje.

Dzięki jej staraniom i kontaktom możliwe było sprowadzenie do Polski licznych pamiątek po Fryderyku Chopinie. Większość z nich stanowiły autografy muzyczne, listy, ikonografia. W 1976 udało się jej zlokalizować (na terenie NRD) długo poszukiwany obraz przedstawiający Izabelę – siostrę Fryderyka Chopina (obraz z 1829 roku, autorstwa Ambrożego Mieroszewskiego).

## Odznaczenia i nagrody
- Srebrny Medal „Zasłużony Kulturze Gloria Artis” (2010)[3]
- Złoty Medal „Zasłużony Kulturze Gloria Artis” (2024)[4]

## Wybrane publikacje
- Książki:
  - 2017: Korespondencja Fryderyka Chopina, t. II, cz. 1, 1831–1839 (red.)
  - 2009: Korespondencja Fryderyka Chopina, t. I, 1816–1831 (red.)
  - 2005: Fryderyk Chopin i bracia Kolbergowie na tle epoki: przyjaźń, praca, fascynacje

- Artykuły:
  - 1969: Nowe Chopiniana w zbiorach Towarzystwa im. Fryderyka Chopina
  - 1976: W setną rocznicę śmierci George Sand. [Uroczystości w Nohant 11.06.1976]
  - 1978: Z kolekcji Artura Rubinsteina
  - 2007: Kiedy naprawdę Fryderyk Chopin przyjechał do Paryża?
  - 2004-2005: Donations to the Chopin Museum